# نووکولپاکوو
نووکولپاکوو (به لاتین: Novokolpakovo) یک منطقهٔ مسکونی در روسیه است که در سرزمین آلتای واقع شده‌است.